# Carmelo do Sagrado Coração de Jesus (Beja)
O Carmelo do Sagrado Coração de Jesus ou, simplesmente, Carmelo de Beja, é um convento de clausura monástica de Monjas da Ordem dos Carmelitas da Antiga Observância localizado na cidade e diocese de Beja, no Alentejo, em Portugal, o qual foi fundado por Dom José do Patrocínio Dias, antigo bispo da referida diocese e um reconhecido devoto do Sagrado Coração de Jesus.
Este convento veio dar continuidade à presença das religiosas carmelitas na cidade de Beja que, outrora, habitavam no extinto Convento de Nossa Senhora da Esperança. A cidade de Beja foi o berço das comunidades religiosas carmelitas femininas existentes em Portugal.